# گالینا برژنف
گالینا لئونیدوونا برژنف ( روسی: Галина Леонидовна Брежнева ؛ ۳۰ ژوئن ۱۹۹۸ – ۱۸ آوریل ۱۹۲۹) دختر سیاستمدار و دبیر کل لئونید برژنف و ویکتوریا برژنوا بود.

## زندگی و مرگ

گالینا با برادرش یوری. آلما آتا، ۱۹۴۲.

گالینا برژنف در ۱۸ آوریل ۱۹۲۹ در یکاترینبورگ متولد شد. در نوجوانی او از عضویت در کومسومول خودداری کرد. بعداً، او از تحصیل در مقطع دانشگاهی امتناع ورزید. او مدت کوتاهی با ایگور کیو ازدواج کرد، ازدواجی که فقط ۹ روز ادامه داشت. تا سال ۱۹۷۱، پدرش لئونید برژنف از روند اوضاع در زندگی گالینا ناراضی بود. او پس از لغو ازدواج دوم وی، خواستار ازدواج دوباره دخترش شد. او در پایان یوری چوربانوف را از میان تعدادی خواستگار انتخاب کرد. گالینا بسیار کمتر دیده می‌شد، و در زمان یوری آندروپوف، او به طور کلی از چشم عموم ناپدید شد. گالینا در دوران حکومت کنستانتین چرننکو به عموم بازگشت و در یک نشست خبری بزرگداشت روز جهانی زن حاضر شد. در این نشست خبری، نشان لنین توسط آندری گرومیکو در سال ۱۹۷۸ برای پنجاهمین سالگرد تولدش به گالینا اهدا شده بود.
بعداً، پس از دستگیری چوربانوف به اتهام فساد، گالینا از او جدا شد و برای چهارمین بار و آخرین بار در سن ۶۵ سالگی با یک مرد ۲۹ ساله ازدواج کرد. قبل از مرگ، گالینا برژنف مهمان تلویزیون انگلیس بود و در مورد زندگی در اتحاد جماهیر شوروی شوروی صحبت کرد.  در اواخر عمر، گالینا بر اثر مصرف بیش از حد الکل از نظر روانی دچار مشکل شده بود و دخترش او را در یک بیمارستان روانپزشکی بستری کرد که در ۳۰ ژوئن ۱۹۹۸ گالینا برژن درگذشت.

### کتابشناسی - فهرست کتب
- Vasilʹeva, Larisa Nikolaevna (1994). Kremlin wives. Arcade Publishing. ISBN 1-55970-260-5.